# Zimbabveanski dolar
Zimbabveanski dolar je bivša valuta Zimbabvea. Dijelila se na 100 centi.
Prvi zimbabveanski dolar uveden je 1980. i zamijenio je rodezijski dolar u omjeru 1:1. ISO 4217 kod bio je ZWD.

Izdavan je kovani novac u apoenima od: 1, 5, 10, 20 i 50 centi i 1, 2 i 5 dolara, te novčanice i čekovi u apoenima od: 2, 5, 10, 20, 50, 100, 500, 1000, 5000, 10000, 20000, 50000 i 100000 dolara.
Drugi zimbabveanski dolar (ZWN) uveden je 1. kolovoza 2006. i zamijenio je prethodni dolar u omjeru 1:1000.
 Zimbabveanska narodna banka nije obavljala otkup ni prodaju deviza. Izdavala je novčanice u apoenima od: 1, 5, 10 i 50 centi i 1, 10, 20, 50, 100, 500, 1000, 10000 i 100000 novih dolara.

Stopa inflacije u Zimbabveu bila je izrazito visoka. Godine 2006. iznosila je 1281%, a godine 2007. iznosila je 66.212%.
Treći zimbabveanski dolar (ZWR) uveden je 1. kolovoza 2008. i zamijenio je prethodni dolar u omjeru 1:10.000.000.000.

Izdavane su novčanice u apoenima od: 1, 5, 10, 20, 100, 500, 1000, 10000, 20000, 50000, 100000, 500000, 1 milijun, 10 milijuna, 50 milijuna, 100 milijuna, 200 milijuna, 500 milijuna, 1 milijarda, 5 milijardi, 10 milijardi, 20 milijardi, 50 milijardi, 10 bilijuna, 20 bilijuna, 50 bilijuna i 100 bilijuna dolara.

U optjecaj su ponovno puštene kovanice prvog zimbabveanskog dolara po nominalnoj vrijednosti, a uvedene su i nove kovanice od 10 i 25 dolara.

Zimbabve je pogodila najveća inflacija u 21. stoljeću, koja je na svom vrhuncu, u studenom 2008., iznosila 7,96 × 1010% mjesečno, odnosno 98.01% dnevno (cijene su se udvostručavale svakih 25 sati).
Četvrti zimbabveanski dolar (ZWL) uveden je 2. veljače 2009. i zamijenio je prethodni dolar u omjeru 1:1.000.000.000.000.

Izdavane su novčanice u apoenima od: 1, 5, 10, 20, 50, 100 i 500 dolara.
Dana 12. travnja 2009. zimbabveanski dolar je napušten i prestao je biti sredstvo plaćanja, te se od tada kao sredstvo plaćanja koriste južnoafrički rand, bocvanska pula, britanska funta i američki dolar.